# Joan Palomba
Joan Palomba (Alguer, 7 de agosto de 1876 - 29 de marzo de 1953) fue un lingüista y profesor de la ciudad del Alguer, en la isla de Cerdeña.

## Biografía
Era el hijo menor de una familia de cinco hermanos con raíces napolitanas.
Se licenció en magisterio en 1897 y ejerció de maestro en las escuelas de Chivasso y Pinerolo, dos municipios de la provincia de Turín, y posteriormente en la escuela municipal del Alguer. En el año 1902 se casó con Maria Cipriani, con quien tuvo cinco hijos.
En 1906 fue miembro fundador de la Agrupació Catalanista de Sardenya - La Palmavera, junto con Josep Frank, Joan Pais, Carmen Dore y Antoni Ciuffo, conocido también por el apodo de Ramon Clavellet. La finalidad de esta asociación era defender y promover el conocimiento y la identidad cultural y lingüística propia del Alguer, a través, entre otras cosas, de la recopilación de la literatura popular y del folclore en lengua algueresa.

Precisamente con Antoni Ciuffo formó parte de la representación de intelectuales alguereses que participó en el I Congreso Internacional de la Lengua Catalana. Dicho congreso se celebró en Barcelona, del 13 al 18 de octubre de 1906. Joan Palomba presentó una comunicación sobre la gramática del dialecto alguerés moderno, que acababa de publicar bajo el título Grammatica del dialetto algherese odierno, provocando la admiración de los asistentes al mismo, tal y como se puede apreciar en la publicación de la revista catalana Ilustració catalana, n.º 177, del 21 de octubre de aquel mismo año:
“Y ab agradable sorpresa apreníam dels joves Palomba y Ciuffo la variant algueresa de Sardenya y son català ab barreges italianes nos afermava en l'idea de l'estretissima germanor de les dues llengües.”

[Y con agradable sorpresa aprendíamos de los jóvenes Palomba y Ciuffo la variante algueresa de Cerdeña y su catalán con mezclas italianas nos afianzaba en la idea de la estrechísima hermandad entre las dos lenguas]
A pesar de no tener una formación lingüística académica, su gramática, escrita en italiano, supuso un paso adelante en el conocimiento del hecho lingüístico alguerés.
Los años siguientes continuó con la difusión de la literatura catalana y el folclore popular del Alguer. Así,  durante el mes de mayo de 1909, se desplazó a Barcelona para impartir conferencias en diversos emplazamientos, entre ellos, el Ateneo Barcelonés, la Asociación Universitaria y  el Centro Excursionista de Cataluña.
Aquel mismo año publicó un estudio titulado Atraverso la letteratura catalana contemporània, con el cual pretendía dar a conocer la literatura catalana en Italia y en el que incluía la traducción de la obra de Joan Amades denominada Éstudes de littérature meridionale.
En el año 1911 recopiló una serie de canciones populares, proverbios y juegos infantiles tradicionales del folclore alguerés, bajo el título Tradizioni use e costumi di Alghero. Este estudio fue reeditado por Antoni Nughes en 1996.
A raíz de la asistencia al I Congreso Internacional de la Lengua Catalana, cultivó relaciones con lingüistas y eruditos nacionales e internacionales, como por ejemplo, Pier Enea Guarnerio, profesor de la Universidad de Pavía, tal y como reflejan las cinco cartas escritas entre 1906 y 1908 que contienen consultas, consejos y sugerencias lingüísticas. También mantuvo contactos con Max Leopold Wagner, romanista alemán estudioso de la lengua sarda, con quien se carteó entre 1911 y 1912. Esta compilación epistolar fue publicada por el filólogo catalán August Bover i Font.
Otro personaje importante en la vida de Joan Palomba fue el escritor y lingüista Antoni M. Alcover, quien organizó y presidió el I Congreso Internacional de la Lengua Catalana y le invitó a asistir. Con él  mantuvo una buena relación, hasta el punto que le acogió en su casa durante la visita que el sacerdote hizo al Alguer en 1913. De la correspondencia entre estos dos eruditos se ha publicado un estudio a cargo de la filóloga catalana Maria Pilar Perea.
Joan Palomba murió en su ciudad natal, el día 29 de marzo de 1953, habiendo realizado a lo largo de su vida una importante tarea de preservación lingüística de la lengua algueresa y siendo considerado uno de los intelectuales más representativos del primer renacimiento cultural y literario alguerés.
En su memoria, el Centro de Recursos Pedagógicos Maria Montessori creó en 1999 un proyecto que lleva su nombre, el Proyecto Joan Palomba que pretende acercar la lengua catalana a las escuelas algueresas. El proyecto es fruto del acuerdo entre el Ayuntamiento del Alguer, Òmnium Cultural del Alguer y el Enllaç de Germanor amb l'Alguer.

## Obras
- Grammatica del Dialetto Algherese odierno (1906)
- Attraverso la letteratura catalana: saggio stratto dall'opera "Éstudes de littérature meridionale", del prof. J. Amade, tradotto da Giovanni Palomba, con prefazione di Pio Enea Guarnerio (1909)
- Tradizioni use e costumi di Alghero (1911)